# Blood Brothers (film 1996)
Blood Brothers un documentario del 1996 diretto dal regista Ernie Fritz dedicato alla breve riunione del cantante statunitense Bruce Springsteen con la E Street Band nel 1995.
Fu trasmesso in 3 marzo del 1996 sul canale statunitense Disney Channel e nel corso dell'anno distribuito su Laserdisc e VHS per il mercato domestico. Il 16 gennaio 2001 fu realizzata la versione in formato DVD.
Il documentario ottenne una nomination ai Grammy Award del 1997 nella sezione Best Music Video - Long Form (miglior video musicale - forma lunga).

## Edizioni
- 1996 – VHS, Columbia Music Video 50139 84
- 1996 – LaserDisc, Columbia Music Video 074645013961
- 2001 – DVD, Columbia Music Video 50139 5